# Emil Ernst
Emil Hermann Ernst (Newark, 6 giugno 1889 – Münster, 26 maggio 1942) è stato un astronomo tedesco.
Studiò all'Università di Heidelberg dove raggiunse il Ph.D nel 1918 con una dissertazione sulle metodologie di misurazione (Über die Brauchbarkeit des Wellmannschen Doppelbildmikrometers zu mikrometrischen Messungen). Faceva parte del gruppo di allievi di Max Wolf, tra cui Paul Götz, Raymond Smith Dugan, Franz Kaiser, Karl Reinmuth, Joseph Helffrich, Alfred Bohrmann, che all'epoca si rese protagonista di numerose scoperte di asteroidi.
Il Minor Planet Center gli accredita la scoperta dell'asteroide 705 Erminia effettuata il 6 ottobre 1910.
Nel 1928 accettò una cattedra all'Università di Münster.